# Taida (imię)
Taida – imię żeńskie pochodzenia greckiego od egipskiego imienia Thaisis (bogini Izyda, stgr. Isis, Isidos). Imię to, w formie gr. Thais lub Thaida, nosiła kochanka Aleksandra Wielkiego. Znana jest również opera Thaïs Masseneta. 
Patronką imienia jest św. Taida (Tais, Taisja, Tesja) z Egiptu, nawrócona przez św. Pafnucego.
Taida imieniny obchodzi 8 października.